# Nicky van Hilten
Nicky van Hilten (Amsterdam, 22 februari 1997) is een Nederlands voetballer die als verdediger voor DVS '33 Ermelo speelt.

## Carrière
Nicky van Hilten doorliep de hele jeugdopleiding van FC Omniworld, wat later Almere City FC ging heten. Sinds 2016 speelt hij voor Jong Almere City FC in de Derde divisie zaterdag. In het seizoen 2016/17 zat hij één wedstrijd op de bank bij het eerste elftal van Almere City FC, in de met 4-2 verloren uitwedstrijd tegen Helmond Sport in de play-offs om promotie naar de Eredivisie. In maart 2018 tekende Van Hilten een contract tot 2020 bij Almere City FC. Hij debuteerde op 2 april 2018, in de met 4-0 gewonnen uitwedstrijd tegen RKC Waalwijk. Hij scoorde zijn eerste doelpunt voor Almere City op 9 april 2018, in de met 4-2 verloren uitwedstrijd tegen De Graafschap. Aan het einde van het seizoen 2017/18 werd hij een vaste basisspeler bij Almere. In de seizoenen erna kwam hij minder in actie voor Almere, en nadat zijn contract in 2020 afliep mocht hij transfervrij vertrekken. Hij sloot bij DVS '33 Ermelo aan, waar hij een contract tot medio 2022 tekende.

### Statistieken

#### Beloften
| Seizoen                       | Club                | Land            | Competitie             | Competitie | Competitie | Overig | Overig | Totaal | Totaal |
| Seizoen                       | Club                | Land            | Competitie             | Wed.       | Dlp.       | Wed.   | Dlp.   | Wed.   | Dlp.   |
| ----------------------------- | ------------------- | --------------- | ---------------------- | ---------- | ---------- | ------ | ------ | ------ | ------ |
| 2016/17                       | Jong Almere City FC | Nederland       | Derde divisie Zaterdag | 26         | 1          | –      | –      | 26     | 1      |
| 2017/18                       | Jong Almere City FC | Nederland       | Derde divisie Zaterdag | 23         | 7          | 4      | 0      | 27     | 7      |
| 2018/19                       | Jong Almere City FC | Nederland       | Tweede divisie         | 32         | 4          | –      | –      | 32     | 4      |
| 2019/20                       | Jong Almere City FC | Nederland       | Derde divisie Zat.     | 3          | 1          | –      | –      | 3      | 1      |
| Totaal beloften               | Totaal beloften     | Totaal beloften | Totaal beloften        | 84         | 13         | 4      | 0      | 88     | 13     |
| Bijgewerkt op 24 januari 2021 |                     |                 |                        |            |            |        |        |        |        |

#### Senioren
| Seizoen                       | Club            | Land            | Competitie         | Competitie | Competitie | Beker | Beker | Overig | Overig | Totaal | Totaal |
| Seizoen                       | Club            | Land            | Competitie         | Wed.       | Dlp.       | Wed.  | Dlp.  | Wed.   | Dlp.   | Wed.   | Dlp.   |
| ----------------------------- | --------------- | --------------- | ------------------ | ---------- | ---------- | ----- | ----- | ------ | ------ | ------ | ------ |
| 2016/17                       | Almere City FC  | Nederland       | Eerste divisie     | 0          | 0          | 0     | 0     | 0      | 0      | 0      | 0      |
| 2017/18                       | Almere City FC  | Nederland       | Eerste divisie     | 6          | 1          | 0     | 0     | 5      | 0      | 11     | 1      |
| 2018/19                       | Almere City FC  | Nederland       | Eerste divisie     | 3          | 0          | 0     | 0     | 0      | 0      | 3      | 0      |
| 2019/20                       | Almere City FC  | Nederland       | Eerste divisie     | 5          | 0          | 0     | 0     | –      | –      | 5      | 0      |
| 2020/21                       | DVS '33 Ermelo  | Nederland       | Derde divisie Zat. | 0          | 0          | 0     | 0     | –      | –      | 0      | 0      |
| Totaal senioren               | Totaal senioren | Totaal senioren | Totaal senioren    | 14         | 1          | 0     | 0     | 5      | 0      | 19     | 1      |
| Carrièretotaal                | Carrièretotaal  | Carrièretotaal  | Carrièretotaal     | 98         | 14         | 0     | 0     | 9      | 0      | 107    | 14     |
| Bijgewerkt op 24 januari 2021 |                 |                 |                    |            |            |       |       |        |        |        |        |